# Fundamental
 (janvier 2015).
Si vous disposez d'ouvrages ou d'articles de référence ou si vous connaissez des sites web de qualité traitant du thème abordé ici, merci de compléter l'article en donnant les références utiles à sa vérifiabilité et en les liant à la section « Notes et références ».
Albums de Pet Shop Boys
Battleship Potemkin
(5 septembre 2005) Concrete
(23 octobre 2006)
Singles
1. I'm with Stupid
Sortie : 8 mai 2006
2. Minimal
Sortie : 24 juillet 2006
3. Numb
Sortie : 16 octobre 2006
4. Integral
Sortie : 8 octobre 2007

Fundamental est un album des Pet Shop Boys édité le 22 mai 2006 et vendu à plus d'un million d'exemplaires dans le monde. L'édition limitée est baptisée Fundamental / Fundamentalism.
Le titre évoque le fondamentalisme religieux et l'album est dédié à Muhammad Askari et d'Ayaad Marhuni, deux garçons arabes Ahwazi de 16 et 18 ans pendus en Iran, en juillet 2005, pour allégation d'homosexualité.

## Fundamental
| No  | Titre                       | Auteur                   | Durée |
| --- | --------------------------- | ------------------------ | ----- |
| 1.  | Psychological               | Neil Tennant, Chris Lowe | 4:10  |
| 2.  | The Sodom and Gomorrah Show | Neil Tennant, Chris Lowe | 5:19  |
| 3.  | I Made My Excuses and Left  | Neil Tennant, Chris Lowe | 4:53  |
| 4.  | Minimal                     | Neil Tennant, Chris Lowe | 4:21  |
| 5.  | Numb                        | Diane Warren             | 4:43  |
| 6.  | God Willing                 | Neil Tennant, Chris Lowe | 1:17  |
| 7.  | Luna Park                   | Neil Tennant, Chris Lowe | 5:31  |
| 8.  | I'm with Stupid             | Neil Tennant, Chris Lowe | 3:24  |
| 9.  | Casanova in Hell            | Neil Tennant, Chris Lowe | 3:13  |
| 10. | Twentieth Century           | Neil Tennant, Chris Lowe | 4:39  |
| 11. | Indefinite Leave to Remain  | Neil Tennant, Chris Lowe | 3:08  |
| 12. | Integral                    | Neil Tennant, Chris Lowe | 3:55  |

## Fundamentalism
| No | Titre                                                   | Auteur                   | Durée |
| -- | ------------------------------------------------------- | ------------------------ | ----- |
| 1. | Fugitive (Richard X extended mix)                       | Neil Tennant, Chris Lowe | 6:06  |
| 2. | Sodom (Trentemøller remix)                              | Neil Tennant, Chris Lowe | 7:24  |
| 3. | Psychological (Alter Ego remix)                         | Neil Tennant, Chris Lowe | 7:13  |
| 4. | Flamboyant (Michael Mayer Kompakt mix)                  | Neil Tennant, Chris Lowe | 7:58  |
| 5. | I'm with Stupid (Melnyk Heavy Petting mix)              | Neil Tennant, Chris Lowe | 6:07  |
| 6. | In Private (Stuart Crichton club mix) (avec Elton John) | Neil Tennant, Chris Lowe | 5:07  |
| 7. | Minimal (Lobe remix)                                    | Neil Tennant, Chris Lowe | 4:47  |
| 8. | Gomorrah (Dettinger remix)                              | Neil Tennant, Chris Lowe | 5:39  |

### Fundamentalismtitres bonus Édition Japonaise
| No | Titre                                | Auteur                   | Durée |
| -- | ------------------------------------ | ------------------------ | ----- |
| 1. | I'm with Stupid (PSB maxi-mix)       | Neil Tennant, Chris Lowe | 8:12  |
| 2. | Minimal (Tiga's M-I-N-I-M-A-L remix) | Neil Tennant, Chris Lowe | 5:40  |

### Fundamentalismtitres bonusplate-forme de téléchargementlégal
| No | Titre                                      | Auteur                   | Durée |
| -- | ------------------------------------------ | ------------------------ | ----- |
| 1. | I'm with Stupid (demo version)             | Neil Tennant, Chris Lowe | 3:38  |
| 2. | The Sodom and Gomorrah Show (demo version) | Neil Tennant, Chris Lowe | 5:02  |